# Parapercis ommatura
Parapercis ommatura är en fiskart som beskrevs av Jordan och John Otterbein Snyder 1902. Parapercis ommatura ingår i släktet Parapercis och familjen Pinguipedidae. Inga underarter finns listade i Catalogue of Life.